# Thyestarcha
Thyestarcha is een geslacht van vlinders van de familie sikkelmotten (Oecophoridae).

## Soorten
- T. acrogypsa Meyrick, 1917
- T. edax Meyrick, 1912